# グレナダ総督
グレナダ総督（グレナダそうとく、Governor-General of Grenada）は、英連邦王国に属するグレナダの国家元首である国王（イギリス国王が兼ねる）の代理人としての総督である。国王に代わって、首相の任命や外交官の接受など儀礼的な職務のみ行使する。

## 一覧
|  | 氏名                           | 就任           | 退任           |
|  | ------------------------------ | -------------- | -------------- |
|  | サー・レオ・デ・ゲイル         | 1974年2月7日   | 1978年9月30日  |
|  | サー・ポール・スクーン         | 1978年9月30日  | 1992年8月6日   |
|  | サー・レジナルド・パーマー     | 1992年8月6日   | 1996年8月8日   |
|  | サー・ダニエル・ウィリアムズ   | 1996年8月8日   | 2008年11月27日 |
|  | サー・カーライル・グリーン     | 2008年11月27日 | 2013年5月7日   |
|  | デイム・セシル・ラ・グレネード | 2013年5月7日   | 現職           |